# Longmire
Longmire è una serie televisiva statunitense di genere crimine, prodotta dal 2012 al 2017 per sei stagioni e basata sulla collana di libri Walt Longmire Mysteries di Craig Johnson. 
La prima stagione ha debuttato negli Stati Uniti sul canale A&E il 3 giugno 2012 che l'ha cancellata nel 2014 dopo tre stagioni. A seguito della cancellazione da parte di A&E, Netflix ha dato seguito alla serie producendo un'intera quarta stagione, resa disponibile in streaming il 10 settembre 2015. Il 30 ottobre 2015, Netflix ha annunciato di aver rinnovato la serie per una quinta stagione. È stato annunciato il rinnovo per una sesta stagione la quale sarà l'ultima della serie.
In Italia, la prima stagione è andata in onda su Rete 4 in prima serata dal 4 luglio 2013, con due episodi per volta, mentre dalla seconda stagione viene trasmessa sul canale TOP Crime.

## Trama
Nel tentativo di superare il lutto per la morte della moglie, Walt Longmire si concentra con tutto se stesso nel suo lavoro di sceriffo: insieme alla figlia Cady, al nuovo vice sceriffo Victoria "Vic" Moretti e al migliore amico Henry Standing Bear, Walt indaga su una serie di gravi crimini mentre si prepara a ricandidarsi contro Branch Connally, un giovane che vuole prendere il suo posto.

## Episodi
| Stagione         | Episodi | Prima TV USA | Prima TV Italia |
| ---------------- | ------- | ------------ | --------------- |
| Prima stagione   | 10      | 2012         | 2013            |
| Seconda stagione | 13      | 2013         | 2014            |
| Terza stagione   | 10      | 2014         | 2014-2015       |
| Quarta stagione  | 10      | 2015         | 2016            |
| Quinta stagione  | 10      | 2016         | 2017            |
| Sesta stagione   | 10      | 2017         | 2018            |

## Produzione
Longmire ha ricevuto un ordine di pilota, il 14 dicembre 2010. Il pilota è stato scritto da John Coveny e Hunt Baldwin, e diretto da Christopher Chulack . Coveny, Baldwin, e Chulack sono i produttori esecutivi insieme a Greer Shephard, Michael M. Robin, e le società di produzione Warner Horizon Television e la Shephard/Robin Società. La serie è un adattamento dei romanzi mystery Longmire scritti da best seller Craig Johnson . Mentre la storia dovrebbe aver luogo nel nord del Wyoming, varie stagioni della serie sono stati girati in diverse località del Nuovo Messico, tra cui Las Vegas, Santa Fe, Eagle Nest, e Red River . 
Annunci Casting iniziato nel febbraio 2011, con Robert Taylor prima lanciato nel ruolo principale di Walt Longmire, lo sceriffo della contea di Absaroka, Wyoming. Katee Sackhoff, Bailey Chase, Cassidy Freeman, e Lou Diamond Phillips seguito, con Sackhoff lanciato nel ruolo di Victoria "Vic" Moretti, Chase lanciato come Branch Connally, Freeman lanciato come Cady Longmire, e Phillips cast come Henry Standing Bear. 
In data 26 agosto 2011, A&E raccolse Longmire per una prima stagione di 10 episodi. In seguito al successo già a partire dal debutto dramma estate script più quotato, e come A & E dramma scritto più quotato, A & E rinnovata Longmire per una seconda stagione il 29 giugno 2012. Il 25 novembre 2013, A & E rinnova Longmire per una terza stagione. 
Nel 2013, gli incendi massicci bruciati il Valles Caldera National Preserve, che hanno sconvolto la produzione di serie. In un periodo di tre settimane, tre fuochi avviato (due allo stesso tempo). Il Prescott vigili del fuoco s' Granite Mountain Hotshots assistito nel prevenire la distruzione di fuoco della zona intorno a cui la casa di Walt è girato. Diciannove dei 20 membri sui pezzi grossi tardi morì combattendo una dell'Arizona a macchia d'olio. finale La seconda stagione ha onorato i vigili del fuoco nei titoli di coda. 
La produzione per la terza stagione è iniziata nei primi mesi del 2014. Le riprese degli interni ha avuto luogo nel Nuovo Messico a Garson Studios, nel campus di Santa Fe Università di Arte e Design . Esterni sono stati girati in ed intorno a Santa Fe e al Garson Studios, secondo il Nex Mexico State Film Office. 
Il 28 agosto 2014, A & E ha annunciato la cancellazione di Longmire dopo aver completato la sua terza stagione, nonostante costantemente forte audience. Tre mesi più tardi, Netflix ha confermato Longmire avrebbe ripreso il suo servizio. La quarta stagione di dieci episodi, che ha continuato ad essere girato in esterni in Nuovo Messico, è stato reso disponibile per la visualizzazione in Nord America e Oceania il 10 settembre 2015.
Il 30 ottobre 2015, Netflix ha annunciato che Longmire sarebbe tornato per una quinta stagione. Stagione 5 luogo delle riprese, prevista per fine marzo a fine giugno 2016, è stato anche in primo luogo a Las Vegas, Nuovo Messico, la città reale visibile nella serie. Altre località comprese città della zona circostante. Il lavoro di studio è stata ancora una volta completato alla Garson Studios a Santa Fe Università di Arte e Design. La quinta stagione di dieci episodi è stato reso disponibile per la visualizzazione su 23 Settembre 2016.
Secondo Eric Witt, direttore del Santa Fe Film Office, stagione 6 riprese è stato programmato per iniziare marzo 2017 a Santa Fe, Pecos, Los Alamos e Las Vegas, Nuovo Messico

## Personaggi
- Walter Longmire: Walt, sceriffo della Contea di Absaroka, dopo la morte della moglie, Martha, si butta a capofitto nel lavoro. È introverso, laconico e ha un enorme senso della giustizia che lo porterà a vivere anche situazioni difficili. La moglie è morta assassinata, accoltellata da uno drogato, inspiegabilmente morto. Lo sceriffo nasconde a tutti la verità, dicendo che è morta di cancro. Nutre un grande amore per sua figlia, Cady, il che lo porta ad essere troppo protettivo. Come detto fin dall'inizio della serie l'assassino dell'uomo che ha ucciso Martha è Henry, amico fidato di Walt. Durante l'ultimo episodio della seconda stagione si scopre però che Henry non ha ucciso l'uomo ma che ha affidato il compito ad un altro, il quale a sua volta afferma di non aver ucciso l'assassino. Dopo che altri indizi sono scoperti Longmire giunge ad una conclusione: qualcuno ha ingaggiato un uomo per uccidere la moglie e lo stesso mandante ha poi ucciso l'uomo per non venire scoperto. È interpretato da Robert Taylor.
- Victoria Moretti: Vic è il vicesceriffo; da poco trasferitasi da Filadelfia, è sposata ma sta attraversando un momento di crisi coniugale. È interpretata da Katee Sackhoff.
- Branch Connally: ambizioso vicesceriffo dal carattere poco affabile e si candida contro Walt alle elezioni per la carica di sceriffo. Ha avuto una relazione per sei mesi con la figlia di Walt, poi interrotta. Riallacceranno i rapporti verso la fine della seconda stagione. È interpretato da Bailey Chase.
- Henry Standing Bear, nativo americano e amico di lunga data dello sceriffo. È uno dei pochi a sapere la verità sulla moglie di Walt. Viene arrestato nell'ultimo episodio della seconda stagione. È interpretato da Lou Diamond Phillips
- Cady Longmire, figlia dello sceriffo. Dopo aver interrotto la relazione con Branch e aver scoperto che sua madre è stata assassinata lascia Absaroka. Verso la fine della seconda stagione viene investita ed entra in coma, riesce però a riprendersi. È interpretato da Cassidy Freeman.
- Archie "Ferg" Ferguson: vicesceriffo assunto da Walt per fare un favore al padre. In uno degli episodi dell'ultima stagione si scopre che si è innamorato di Cady. È interpretato da Adam Bartley
- Ruby: fedele segretaria e amica dello sceriffo Longmire. È interpretato da Louanne Stephens

- Malachi Strand: ex capo della polizia tribale nella riserva Cheyenne di Absaroka. All'inizio della serie si trova in prigione, arrestato da Longmire, per racket ed estorsione. È interpretato da Graham Greene
- Mathais: inizialmente vice di Malachi, diventerà capo della polizia tribale della riserva dopo il suo arresto. È interpretato da Zahn McClarnon
- Jacob Nighthorse: imprenditore proprietario del Four Arrows Casino, assumerà Malachi come capo della sicurezza del suo hotel casinò, nella speranza che possa redimersi, a malincuore scoprirà di essere stato raggirato. È interpretato da A Martinez

Personaggi secondari
- Hector un ex pugile fallito che vive nella riserva Cheyenne di Absaroka. Molti Cheyenne hanno iniziato a rivolgersi a lui per ottenere giustizia sotto il racket di Malachi. Morirà nella terza stagione. È interpretato da Jeff De Serrano.
- Ed Gorski, ex poliziotto di Filadelfia ed ex amante di Vic Moretti. La tormenta dopo il suicidio del suo collega. In realtà Gorski non sopporta che Moretti non stia più con lui, perché all'epoca sposato. Nella terza stagione capirà che Vic non lo ama più e le dirà addio. È interpretato da Lee Tergesen.
- Lucian Connally, ex sceriffo di Absaroka, è lui ad assumere Walt al suo ritorno nel Wyoming dopo il servizio militare, è il fratello di Barlow e zio di Branch. Si considera un autentico cowboy, vive in una casa di riposo e accetta volentieri di aiutare Longmire in un paio di occasioni. È interpretato da Peter Weller.
- Barlow Connally, padre di Branch, è un imprenditore di dubbia moralità, cerca di aiutare il figlio a diventare sceriffo sponsorizzando la sua campagna tramite Jacob Nighthorse, senza successo. È interpretato da Gerald McRaney.
- Omar, cacciatore e amico di Walt. Aiuta il dipartimento dello sceriffo a risolvere alcuni casi. Ha un debole per Vic. È interpretato da Louis Herthum.
- Travis Murphy, amico di Branch, giocavano insieme al college. Nel corso delle stagioni aiuta lo sceriffo a risolvere alcuni casi. Ha tentato di diventare vicesceriffo nella quarta stagione. È interpretato da Derek Phillips.
- Eamonn O'Neill, vicesceriffo della contea di Cumberland, vuole spostarsi nella contea di Absaroka. Inizia una relazione "non ben definita" con Vic. È interpretato da Josh Cooke.
- Zachary Heflin, nuovo vicesceriffo. È interpretato da Barry Sloane.